# Joseph II (empereur du Saint-Empire)
Joseph de Habsbourg-Lorraine, puis Joseph II, né le 13 mars 1741 à Vienne et mort le 20 février 1790 dans la même ville, est empereur du Saint-Empire romain germanique de 1765 à 1790.
Il était le fils aîné de François de Lorraine et de Marie-Thérèse d'Autriche. Il est élu empereur des Romains à la mort de son père en 1765 et devient corégent des possessions héréditaires des Habsbourg d'Autriche dont il hérite en 1780, à la mort de sa mère.
Joseph II se montra un souverain moderne et réformiste. Mais ses réformes, trop rapides, n'ont été ni comprises ni acceptées par ses sujets. Il s'allia à la Prusse et à l'Empire russe pour le premier partage de la Pologne (1772) et faillit déclencher une guerre européenne en 1778 en voulant s'emparer de la Bavière. Il tenta d'influencer la politique étrangère de la France grâce à sa sœur Marie-Antoinette, épouse de Louis XVI. Il essaya également de démembrer l'Empire ottoman en s’alliant à l'Empire russe.
Son frère cadet, Léopold II, lui succède à sa mort.

## Biographie

### Éducation et caractère

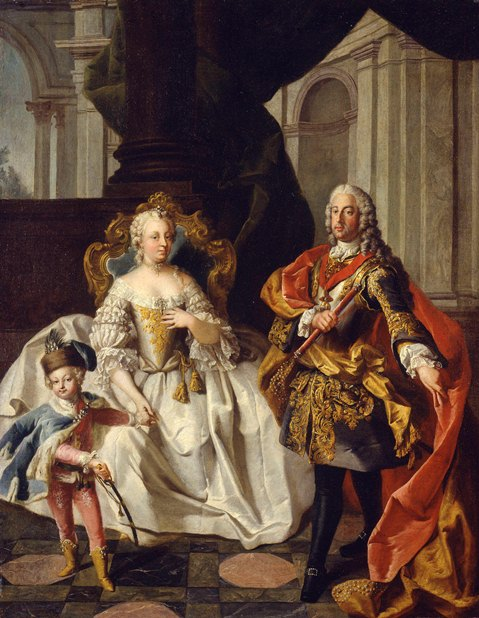
L'archiduc-héritier Joseph et ses parents (Palko, 1747)

Des seize enfants du couple impérial, il fut le plus difficile à élever.
Enfant très attendu, né après trois filles au commencement de la guerre de succession d'Autriche, sa naissance, victoire diplomatique sur les forces ennemies de la monarchie, fut accueillie avec des transports de joie par Marie-Thérèse et ses sujets. Mère de famille éplorée qui avait perdu deux de ses trois filles, souveraine sans réelle expérience, cernée par ses parents et ennemis qui ne songeaient qu'à la dépouiller de ses États et de ses dignités, devant faire face à la guerre sur plusieurs fronts avec une armée désorganisée et un trésor vide, la naissance d'un garçon était pour Marie-Thérèse une victoire diplomatique qui affermissait son trône.

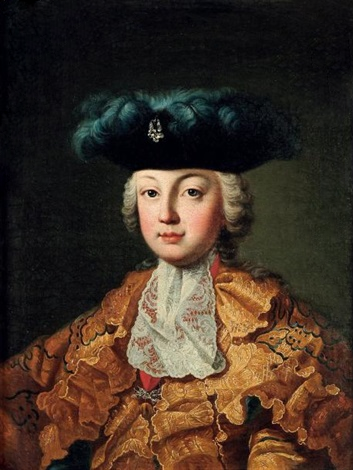
Joseph II enfant à 9 ans.

Aussi Marie-Thérèse mit-elle d'énormes espoirs en son fils aîné. Cependant, le petit descendant de tant d'empereurs glorieux souffrit d'être le fils d'un grand-duc de Toscane, ci-devant duc de Lorraine et de Bar en exil, doté de peu de talents militaires et d'un naturel débonnaire. En effet, François-Étienne de Lorraine ne fut élu empereur qu'à l'automne 1745. Le petit garçon ne put s'empêcher de mépriser son père tandis qu'il aimait passionnément mais craignait sa mère. De même, au grand dam de l'impératrice, il finit par admirer le roi Frédéric II de Prusse, prince présumé homosexuel, cynique et ennemi de sa Maison.
Un père jésuite lui enseigna la morale, le latin, les mathématiques et la stratégie militaire, tandis que le père Martini, son professeur de droit naturel, trouva en lui un étudiant intéressé par les idées nouvelles, les « droits d'homme » et le bien-être du peuple. Plus tard, il s'intéressera particulièrement aux idées des physiocrates. Les « Lumières », incarnées par Voltaire et son royal disciple, Frédéric II lui firent d'ailleurs une forte impression. Joseph regardait avec une impatience agacée mais aussi avec une certaine jalousie les victoires de Frédéric II et son habileté à gouverner. Il entrevoyait là le but qu'il devait atteindre. Mais l'empire cosmopolite catholique des Habsbourg-Lorraine, à l'équilibre fragile, exigeait beaucoup plus de nuances et de diplomatie que la Prusse paysanne, protestante et docile.

### Le premier mariage

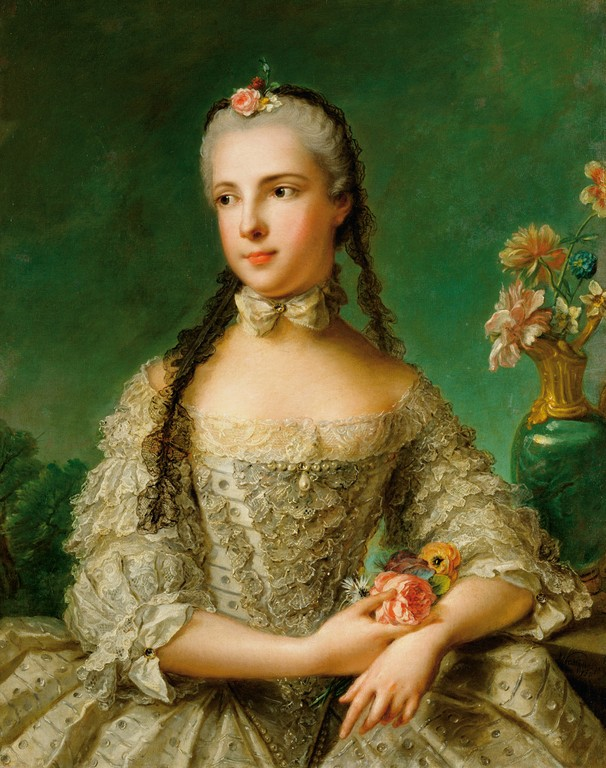
Princesse Marie Isabelle de Parme (1758) par Jean-Marc Nattier.
Vienne, Kunsthistorisches Museum.

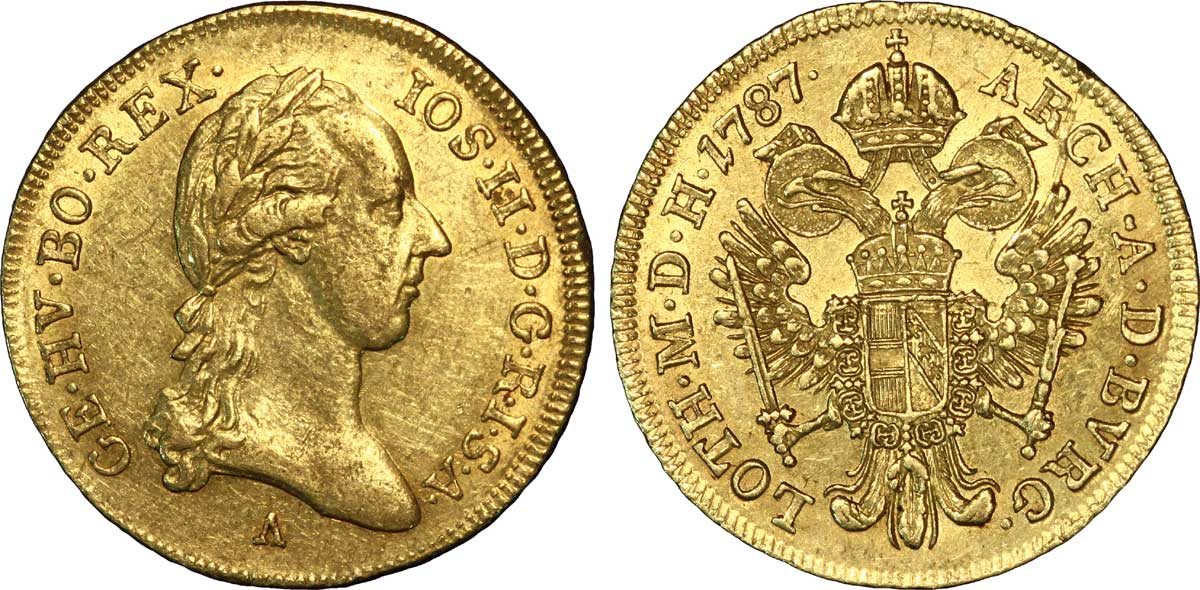
Ducat d'or à l'effigie de Joseph II, 1787 : IOS. II D.G.R.I.S.A. (« Iosephus II Dei Gratia Romanorum Imperator Semper Augustus ») (trad. : « Joseph II par la grâce de Dieu Empereur des Romains toujours auguste »).

Pour consolider la nouvelle alliance avec la France signée en 1756, l'impératrice lui fit épouser en 1760 Isabelle de Bourbon-Parme (1741-1763), petite-fille de Louis XV, une jeune fille d'un esprit et d'une intelligence supérieurs, mais d'un tempérament mélancolique presque morbide.
« Tya-Tya », comme la surnomma affectueusement Joseph, fit la conquête de son mari, de sa belle-famille et de toute la cour de Vienne. Elle donna rapidement une fille à Joseph II, la petite Marie-Thérèse (1762-1770), qu'on surnommait Titi, mais mourut l'année suivante en mettant au monde une seconde fille, Marie-Christine, qui ne survécut pas. Joseph II restait donc sans postérité masculine.

### Le second mariage

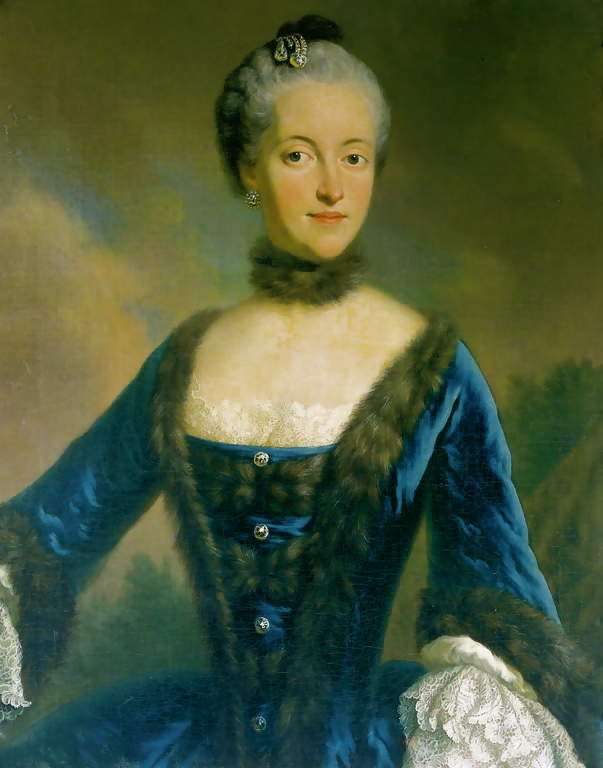
La seconde épouse de Joseph, Josépha de Bavière.

Il en resta désespéré. Son devoir était d'assurer une postérité dynastique : il songea à la sœur de la défunte, Marie-Louise de Bourbon-Parme mais celle-ci était déjà promise au prince des Asturies. Joseph dut alors se remarier en 1765 à Josépha de Bavière (1739-1767), qu’il rendit malheureuse par son indifférence, allant jusqu'à faire séparer par un mur le balcon commun à leurs appartements et ne la visitant pas durant sa dernière maladie.
À la mort de celle-ci, Marie-Thérèse songea, toujours pour renforcer l'alliance française, à lui faire épouser la princesse Bathilde d'Orléans. Plus tard encore, il fut question d'une union entre l'empereur et la plus jeune sœur de Louis XVI ; mais ces deux projets firent long feu.

### Sur le trône

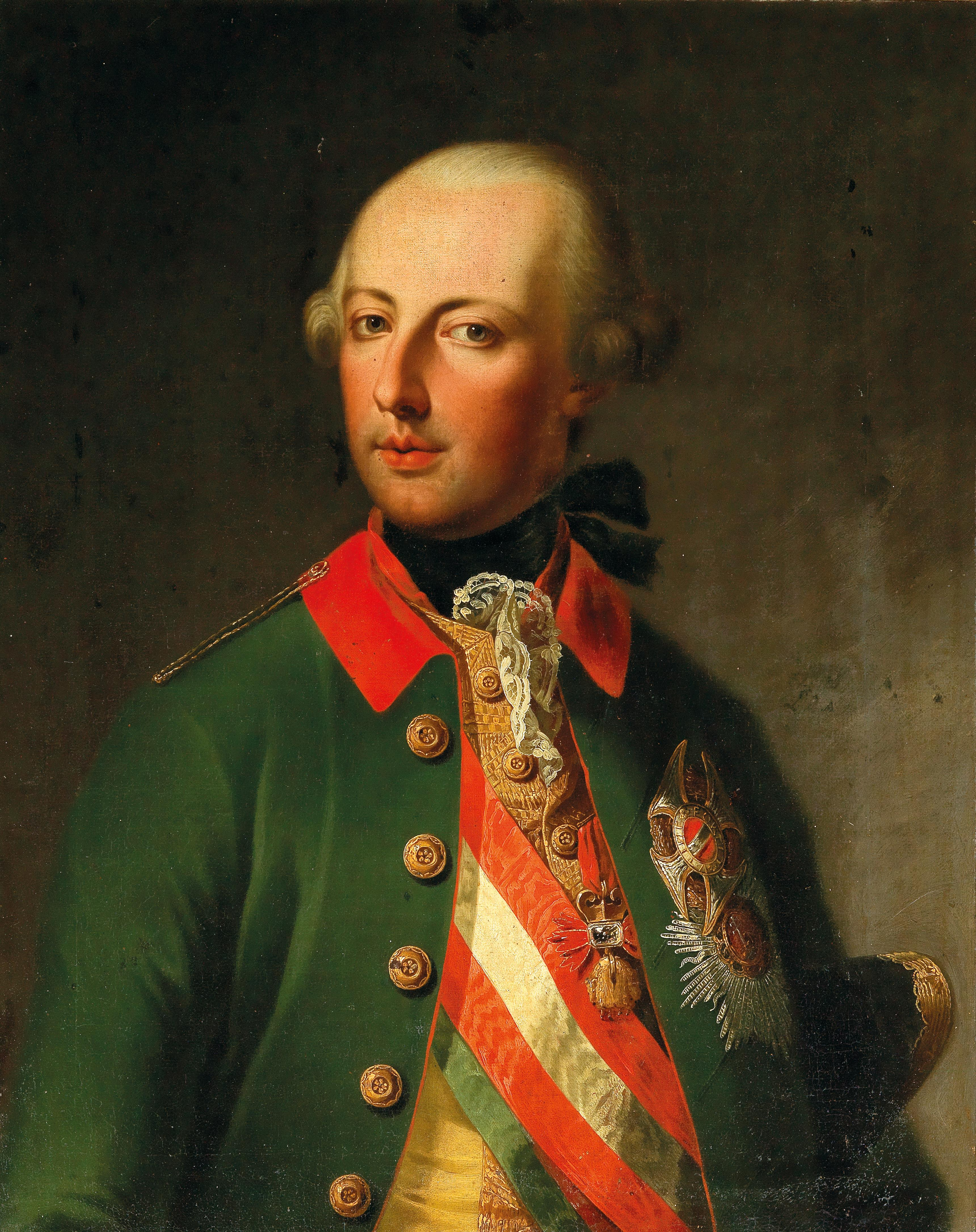
Portrait de l'empereur Joseph II par Joseph Hickel, XVIIIe siècle.

À partir de 1765, Joseph fut empereur du Saint-Empire et corégent avec sa mère. Mais, il n'était chargé que de la représentation et des affaires militaires et exclu de la politique étrangère et des décisions politiques internes de l'empire. Finalement, plein de rancœur contre la manière dont sa mère lui liait les mains, il décida de voyager en Italie, ses sœurs Marie-Caroline et Marie-Amélie sont reine de Naples et duchesse de Parme, son frère Léopold, grand-duc de Toscane tandis que leur cadet Ferdinand a épousé l'héritière du duché de Modène et s'apprête à succéder à son beau-père comme gouverneur de Lombardie. Il voyage aussi en France, l'impératrice s'inquiétant de la stérilité du couple royal. Il parcourt les terres de la Couronne. Par deux fois, il rencontra Frédéric II et la tsarine Catherine II en 1780. La même année, sa mère, l'impératrice Marie-Thérèse, mourut. Il succède ainsi à sa mère en 1780 comme roi de Hongrie, titre qu'elle avait conservé.
Du 31 mai au 27 juillet 1781, il effectue un voyage dans les Pays-Bas autrichiens. Il sera de retour à Vienne avant l'arrivée du couple de nouveaux gouverneurs, Marie-Christine et Albert de Saxe-Teschen, qui font leur Joyeuse entrée à Bruxelles le 17 juillet 1781.

### Austérité et réformes
Baptisé par François Fejtö (1982) d'« empereur révolutionnaire », l'œuvre réformatrice de Joseph II est énorme : il publia plus de 6 000 décrets et 11 000 lois en 10 ans. Elle touche tous les domaines. Sitôt maître absolu, il voulut imposer ses réformes en commençant par mettre fin à « cette république de femmes » qu'était la cour et il renvoya ses deux sœurs Marie-Anne et Marie-Élisabeth dans leurs couvents. D'abord religieuses, inspirées de l'Aufklärung, les réformes politiques consistaient à soumettre l'Église à l'État : réduction du nombre de séminaires, suppression de congrégations et d'ordres contemplatifs jugés inutiles, tolérance à l'égard des chrétiens non catholiques… Ces réformes inquiétèrent si fortement le Saint-Siège que le pape Pie VI fit en personne le voyage depuis Rome pour inciter l'empereur à revenir sur ses intentions.
Il finit de démanteler l'arsenal juridique dédié à la magie noire et la sorcellerie en 1787, achevant l'œuvre entamée par sa mère Marie-Thérèse dès 1740 avec le décret spécifiant que toutes les affaires de sorcellerie relèvent uniquement de la juridiction impériale. En 1766, ce décret avait été renforcé par une Ordonnance générale sur l'attitude à adopter.
Parmi les autres réformes entreprises par ce roi inspiré par l'esprit des Lumières, il faut citer sa réforme territoriale de l'administration, la création d'un statut de la fonction publique réservée aux titulaires de titres universitaires et non plus à la noblesse du royaume, une réforme totale de l'enseignement imitée de Frédéric II, l'instauration d'un mariage civil, la suppression des jurandes, l'abolition du servage et des monopoles de vente seigneuriaux, la possibilité du rachat des corvées, l'accession à la propriété des paysans en tenure.
La réforme la plus audacieuse pour l'époque fut l'institution d'un impôt de quotité (par tête) payable par tous les propriétaires, sans exception, et basé sur un cadastre général. Joseph II entreprend par là de supprimer les privilèges de la noblesse et du clergé. Cette réforme passe généralement comme inspirée par les idées fiscales de la physiocratie et Joseph est parfois même qualifié par les historiens d'empereur « physiocrate ». En réalité, il mène des réformes principalement mercantilistes et connaît assez mal les théories des physiocrates.
Par ses réformes, il sème le trouble dans la monarchie habsbourgeoise. Ses successeurs reviendront sur la plupart d'entre elles, profitant de son décès le 19 février 1790, d'autant que la Révolution française inquiète de plus en plus l'élite autrichienne et que s'amorce une réaction contre les événements parisiens.

### La politique impériale

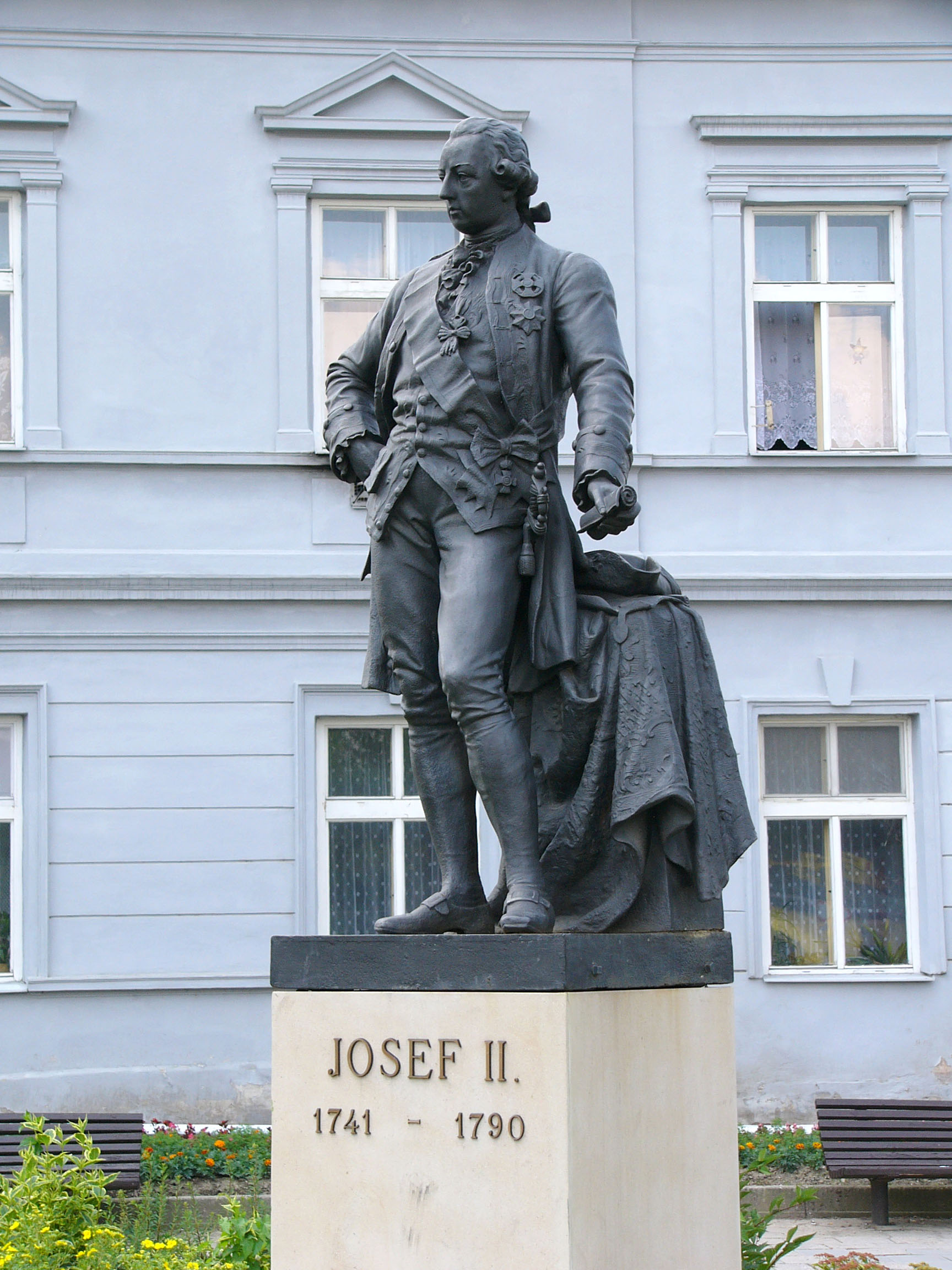
Statue de Joseph II à Uničov en République tchèque.

Joseph s'appliqua à réformer la jurisprudence impériale. Mais les difficultés à l'intérieur et à l'extérieur refroidirent son enthousiasme. Il se voulait libéral, mais se montrait autoritaire si les intérêts des Habsbourg étaient en jeu ; il laissa le pouvoir impérial tomber au niveau des luttes d'intérêt entre princes germaniques.
La politique ecclésiastique joua dans l'empire un rôle considérable. Joseph essaya de garantir la fidélité du clergé allemand aux princes. Il ressuscita des privilèges impériaux obsolètes, comme les Panisbriefe, pour s'assurer le soutien de ses partisans laïcs grâce à des rentes versées par les monastères impériaux. En détachant de grands évêchés comme Salzbourg et Passau la partie autrichienne de leurs territoires, il détacha plus encore les possessions autrichiennes des destinées de l'empire. Le vieux roi de Prusse Frédéric II, toujours soucieux de rabaisser la dynastie impériale à son profit, ne manqua pas de dénoncer l'arbitraire de cette décision, qui préparait selon lui la voie à la tyrannie.
Alors que la branche dynastique régnant sur le duché de Bavière voisin allait s'éteindre, Joseph eut le projet de l'échanger contre les Pays-Bas autrichiens, et recueillit l'accord de l'héritier des Wittelsbach. Un tel échange ne devait pas être en soi contraire aux intérêts allemands, mais il provoqua, par les manipulations de Frédéric II, la guerre de Succession de Bavière. L'Autriche n'obtint que le district de l'Inn avec la petite ville de Braunau sur Inn (où naîtra un siècle plus tard Adolf Hitler, pour cette raison autrichien et non allemand).
Joseph II fit tout son possible pour développer ses possessions au nord et à l'est, et faire ainsi de la maison d'Autriche la puissance dominante d'Europe centrale. Il obtint un accroissement considérable de son territoire par le premier partage de la Pologne (1772) et conclut avec la Russie une alliance défensive, dont il espérait de larges gains de territoires à l'est. Cependant, au cours de la guerre austro-russe contre les Turcs (1788), et bien que l'armée de Joseph eût pris Belgrade, ce fut Catherine II qui recueillit les fruits de la campagne.
Il détenait personnellement un douzième de la Société charbonnière de la Barrette, dans le Borinage.

### Les États des Habsbourg

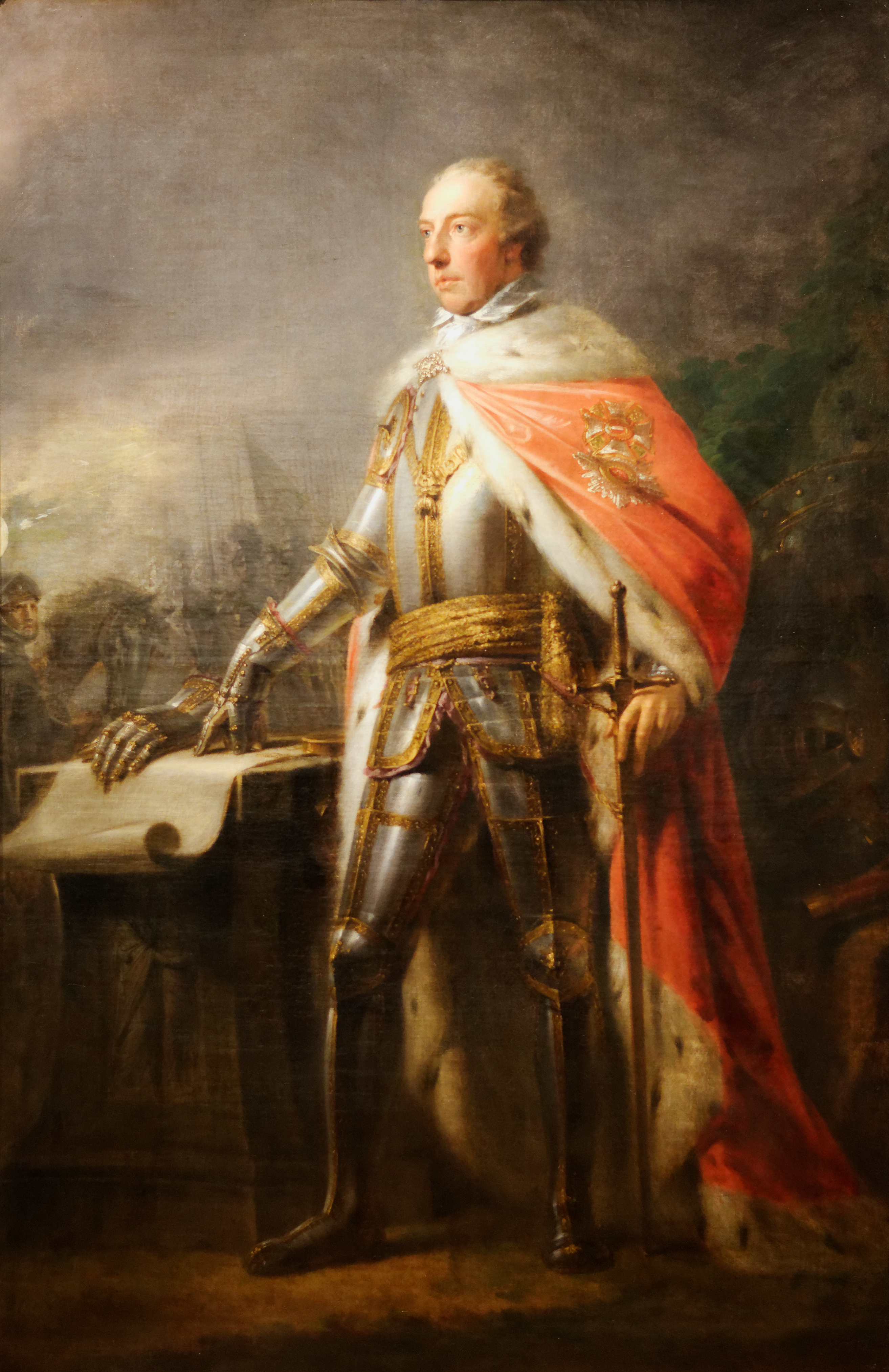
Joseph II (1771) par Joseph Hickel.

En politique intérieure, Joseph II chercha à réunir dans un même État, autrichien, la diversité culturelle et politique qui composait les possessions héréditaires des Habsbourg. Il ambitionna de fondre en une seule nation des peuples disparates : Allemands, Slaves, Hongrois, Belges, Luxembourgeois, Italiens. Dans la plus grande hâte et en tout lieu, il s'appliqua à faire table rase de tout ; Frédéric II disait de lui : « Il fait le deuxième pas avant le premier ».
Des historiens tel François Fejtö ont pu qualifier Joseph II de souverain « révolutionnaire » car sa mère, l’impératrice, s’effrayait de tant de nouveautés. Mais, on ne peut rapprocher ce qualificatif des idéaux révolutionnaires de l'époque : Joseph II a violemment réprimé la révolution transylvaine de 1784 inspirée par les mêmes principes que la révolution américaine. Et, les décrets qu’il émet à l’issue de cet épisode visent en priorité à sauvegarder l’ordre établi, en limitant seulement les abus les plus criants. Il suivait en cela la politique de sa mère qui n’avait recouru à des réformes que pour empêcher les désordres, même si Joseph ne qualifiait cela que de « demi-mesures et incohérence » et même si Krones le décrit comme « enflammé par ses convictions ». C’est surtout pour mieux les contrôler qu’il unifia l’administration de toutes les provinces au sein d’un conseil central établi à Vienne, et dont il devait être la tête, pendant qu’il abolissait leurs diètes ou les paralysait en les soumettant aux autorités exécutives provinciales. Et il avait beau se dire l’« ennemi de toute illégalité », il n’en prenait pas moins lui-même de nombreuses décisions qui auraient dû relever du gouvernement central de Vienne.
L’allemand devint la langue officielle de tous les pays soumis à sa loi, sauf les Pays-Bas autrichiens où le français resta langue officielle. Joseph II tentera également de germaniser les Magyars et fera interdire l'usage du latin en Hongrie. La codification du droit civil et du droit pénal, commencée par sa mère en 1753, fut poursuivie, et une Ehepatent définit la nouvelle loi sur le mariage dans l'empire. Les cours de justice devinrent indépendantes et jugèrent de façon égalitaire les nobles et les roturiers. La peine de mort fut abolie, tout comme le servage et le droit qu’avaient les nobles de punir leurs sujets ; la noblesse et le clergé furent soumis à l'impôt, créant ainsi à l'État de nouvelles sources de revenu. Joseph II abolit la censure et permit la liberté d'expression, dont Mozart fut un des premiers bénéficiaires. Cette mesure provoqua d'ailleurs une vague de pamphlets, surtout à l'initiative des milieux conservateurs religieux.

Les quatre journées de Gand, lors de la révolution brabançonne.

Cependant la brutalité des réformes entraîna de nombreux mécontentements. Notamment parmi les habitants des Pays-Bas autrichiens, plutôt conservateur, qui se révoltèrent en 1787 contre les édits relatifs à la religion, à l'administration et à la justice. Puis encore plus nettement en 1790, pour en arriver à la création de la république des États belgiques unis, précurseur de l'État belge actuel.

### Un empereur mélomane
Dans une famille dont les membres pratiquaient tous un instrument, Joseph II fut l'un des plus férus de musique. Antonio Salieri fut son maître de chapelle et directeur de l'opéra italien alors très en vogue, s'efforçant sans succès de faire une place à Mozart, à qui l'empereur commanda, le premier opéra en langue allemande : Die Entführung aus dem Serail (L'Enlèvement au sérail, 1782).
Joseph II était passionné d'opéra, il venait à tout moment voir les répétitions au Burgtheater, accompagnant au clavecin les chanteurs comme un professionnel et suggérant des thèmes, comme celui de Così fan tutte (1790), à Da Ponte, son poète impérial.
Amadeus, la pièce adaptée au cinéma par Miloš Forman, reprend une scène amusante dans laquelle l'empereur juge qu'un morceau de Mozart comporte « trop de notes ». Il n'en demeure pas moins que Mozart bénéficia des largesses de l'empereur et que sa protection permit la représentation des Noces de Figaro (1786), pourtant tiré de la pièce de Beaumarchais qui était censurée en France.
Mozart perdit un protecteur à la mort de Joseph II, dont le frère Léopold II préférait Domenico Cimarosa, beaucoup plus célèbre et auteur d'opéras napolitains adorés dans toute l'Europe.

### Conclusion
Menant une vie austère et sans fastes, voyageant incognito sans protocole, Joseph II, souverain absolutiste et réformateur, est un exemple parfait de « despote éclairé ». D'ailleurs, il était admiré par les physiocrates, partisans du despotisme légal.

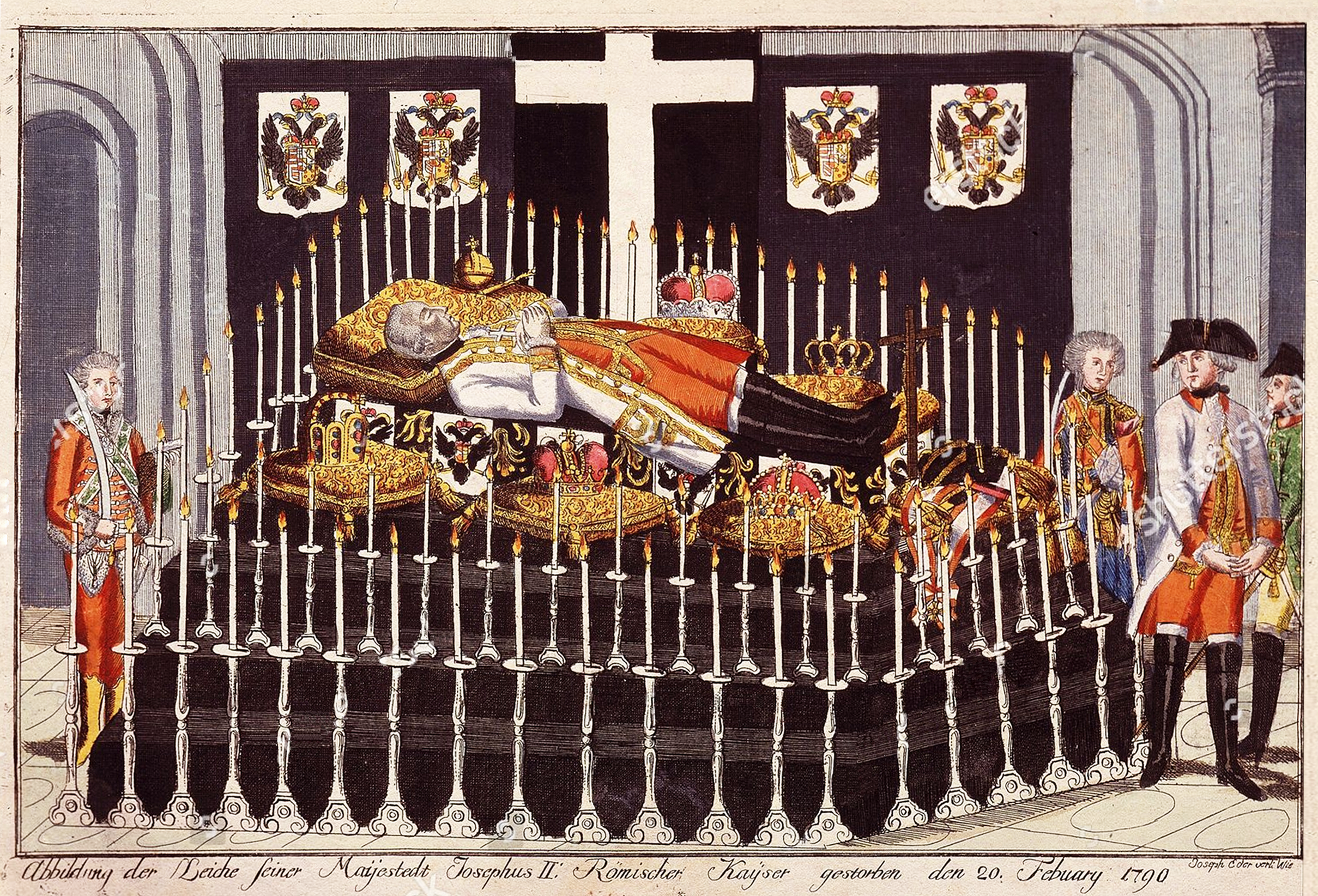
La cérémonie funèbre de Joseph II.

Il mourut en 1790, à quarante-huit ans, dans la tristesse, sans postérité, incompris, ayant fait l'unanimité contre lui, suivi sur le trône par son frère Léopold II, jusque-là grand-duc de Toscane.

## Représentations dans les arts et la culture

### Filmographie

#### Cinéma de fiction
- 1912 : Else Heller dans Kaiser Josef II de J. H. Groß et Alexander Kolowrat ;
- 1922 : 
  - Gustav May dans Les Lys rouges de Rudolf Meinert ;
  - Frantisek Smolik dans Babicka de Thea Cervenková ;
  - Robert Valberg dans Die Rosenkreutzer de Robert Land ;
- 1926 : Harry Liedtke dans Die Försterchristel de Friedrich Zelnik ;
- 1928 : Peter von Hahn dans The Old Fritz de Gerhard Lamprechtavec ;
- 1930 : Walter Janssen dans Kaiser Joseph und die Postmeisterstochter de Hans Tintner ;
- 1931 : Paul Richter dans The Forester's Daughter de Frederic Zelnik ;
- 1936 : Frederick Leister dans Aimé des dieux de Basil Dean ;
- 1940 : Claudio Gora dans Melodie eterne de Carmine Gallone ;
- 1941 : 
  - Antal Páger dans Une nuit en Transsylvanie de Frigyes Bán ;
  - Axel von Ambesser dans Danse avec l'Empereur de Georg Jacoby ;
- 1942 : Curd Jürgens dans Aimé des dieux de Karl Hartl ;
- 1948: Curd Jürgens dans The Mozart Story de Karl Hartl et Frank Wisbar ;
- 1952 : Karl Schönböck dans Die Försterchristl d’Arthur Maria Rabenalt ;
- 1962 : Hans Holt dans Kaiser Joseph und die Bahnwärterstochter de Axel Corti ;
- 1964 : Anal Páger dans Rab Ráby de de György Hintsch ;
- 1968 : Walter Scheuer dans Irinka de Paul Stockmeier et Gretl Löwinger ;
- 1975 : Phillippe Laudenbach dans Marie-Antoinette de Guy Lefranc ;
- 1980 : Heinz Zuber (adulte) et Marcel Philipp (enfant) dans Kaiserin Maria Theresia de Kurt Junek ;
- 1982 : 
  - István Avar dans L’Empereur Joseph II de Levente Málnay ;
  - Daniel Ceccaldi dans Mozart de Marcel Bluwal ;
- 1984 : Jeffrey Jones dans Amadeus de Miloš Forman ;
- 1985 : Zdenek Hradilák dans Vergeßt Mozart de Miloslav Luther ;
- 1989 : Christoph Moosbrugger dans Les jupons de la révolution : Marie Antoinette, reine d'un seul amour de Caroline Huppert ;
- 1996 : Jean-Christophe Lebert dans Je m’appelais Marie-Antoinette de Marion Sarraut ;
- 1998 : Ondrej Vetchy dans L’Empereur et le tambour de Václav Krístek ;
- 1999 : Carlo Caprioli dans Ferdinando e Carolina de Lina Wertmüller ;
- 2004 : Michel Modo dans En Marge de l'histoire de Matt Groening ;

- 2005 : Sharif Andoura dans Marie-Antoinette d'Alain Brunard ;
- 2006 : Danny Huston dans Marie Antoinette de Sofia Coppola ;
- 2009 : Roberto Accornero dans Don Giovanni, naissance d'un opéra de Carlos Saura ;
- 2018 : Antonin Lesson dans Le Versailles secret de Marie-Antoinette de Sylvie Faiveley et Mark Daniels ;

## Documentaire
- 2022 : Joseph II d’Autriche, le despote éclairé réalisé par Monika Czernin et Max Jacobi[15],[16].

### Sources imprimées
- M. de Lajuinais, Le Monarque accompli, ou Prodiges de bonté, de savoir et de sagesse, qui font l'éloge de Sa Majesté Impériale Joseph II..., Lausanne, chez Jean-Pierre Heubach, 1774 (3 vol.)
- Alexandre-Jacques Du Coudray, Anecdotes intéressantes et historiques de l'illustre voyageur (Joseph II), pendant son séjour à Paris, Paris, 1777, 2e éd. [1ère éd. Leipzig, 1777]
- Anecdotes et traits caractéristiques de Joseph second, Empereur des Romains..., traduit de l'Allemand par Mme de R..., Paris, chez Guillaume junior, Imprimeur, et Lebour, Libraire au Palais-Royal, 1792.
- Évelyne Lever, Marie-Antoinette, correspondance (1770-1793), 2005.